# Paràlisi de Bell
La paràlisi de Bell és una forma de paràlisi facial perifèrica que es produeix per dany o trauma a un dels dos nervis facials.
El nervi facial, també anomenat setè parell cranial, és una estructura en parells que viatja a través d'un canal ossi estret, l'aqüeducte de Fal·lopi, en el crani, sota l'orella, als músculs a cada costat de la cara. Durant la major part del seu viatge, el nervi està encaixonat en aquesta beina òssia.
Cada nervi facial dirigeix els músculs d'un costat de la cara, fins i tot aquells que controlen parpellejar i tancar l'ull, i les expressions facials com somriure i arrufar les celles. A més, el nervi facial transporta impulsos nerviosos a les glàndules lacrimals, les glàndules salivals i els músculs d'un petit os de l'orella, l'estrep. El nervi facial també transmet sensacions del gust provinents de la llengua.
Quan es produeix la paràlisi de Bell, s'interromp la funció del nervi facial, causant la interrupció dels missatges que el cervell li envia als músculs facials. Aquesta interrupció produeix debilitat o paràlisi facial.
La paràlisi de Bell va rebre el seu nom de Sir Charles Bell, un cirurgià escocès del segle xix, que va ser el primer a descriure l'afecció. El trastorn, que no està relacionat amb un accident vascular cerebral, és la causa més comuna de paràlisi facial. Generalment, la paràlisi de Bell afecta a un sol nervi del parell facial i un costat de la cara, no obstant això, en casos infreqüents, pot afectar ambdós costats.

## Símptomes

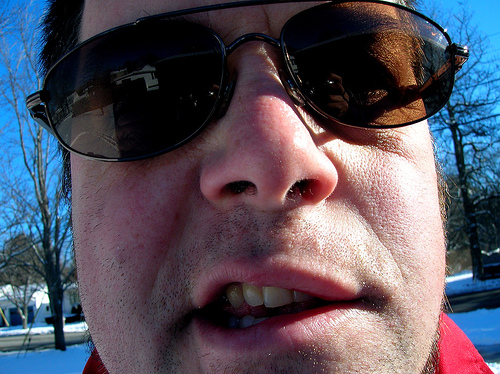
El 'somriure de Bell' es caracteritza per una marcada asimetria causa per la paràlisi d'una hemicara.

Pel fet que el nervi facial té tantes funcions i és tan complex, el dany del nervi o una interrupció de la seva funció pot generar molts problemes. Els símptomes de la paràlisi de Bell, que varien entre les persones i fluctuen en gravetat des d'una debilitat lleu a paràlisi total, poden incloure tics, debilitat, o paràlisi en un o ambdós costats de la cara, caiguda de la parpella i de la comissura de la boca, bavejar, sequedat de l'ull o la boca, deteriorament del gust i llagrimeig excessiu d'un ull. Amb major freqüència aquests símptomes, que generalment comencen sobtadament i arriben al màxim en 48 hores, duen a una distorsió facial significativa.
Altres símptomes poden comprendre dolor o molèsties al voltant de la mandíbula i darrere de l'orella, brunzits en una o ambdues orelles, mal de cap, pèrdua del gust, hipersensibilitat al so del costat afectat, deteriorament en la parla, marejos i dificultat per a menjar o beure.

## Causes
La paràlisi de Bell es produeix quan el nervi que controla els músculs facials està inflamat, inflat o comprimit, donant com a resultat debilitat o paràlisi facial. No obstant això, es desconeix què és el que causa el dany.
La majoria dels científics creu que una infecció viral -com una meningitis viral o l'herpes simple- causa el trastorn. Es creu que el nervi facial s'infla i s'inflama com reacció a la infecció, causant pressió dintre del canal de Fal·lopi i duent a un infart (mort de les cèl·lules nervioses a causa de al subministrament insuficient de sang i oxigen). En alguns casos lleus (on la recuperació és ràpida), només hi ha dany en la beina de mielina del nervi. La beina de mielina és el recobriment gras, el qual funciona com un aïllant, de les fibres nervioses del cervell.
El trastorn també ha estat associat amb la grip o una malaltia semblant a aquesta, mals de cap, infecció crònica de l'orella mitjana, alta pressió arterial, diabetis, sarcoïdosis, tumors, malaltia de Lyme i traumes tals com fractura de crani o lesió facial.

## Epidemiologia
La paràlisi de Bell afligeix aproximadament a 40,000 nord-americans cada any. Afecta homes i dones per igual i pot produir-se a qualsevol edat, però és menys comuna abans dels 15 anys i després dels 60 anys. Ataca en forma desproporcionada a dones embarassades i a persones que pateixen diabetis o malalties respiratòries superiors com la grip o un refredat.

## Diagnòstic
El diagnòstic de paràlisi de Bell es fa sobre la base de la presentació clínica, que inclou un aspecte facial deformat i la incapacitat de moure músculs en el costat afectat de la cara, i descartant altres causes possibles de paràlisi facial. No existeix una anàlisi específica de laboratori per a confirmar el diagnòstic d'aquest trastorn.
Generalment, un metge examinarà a l'individu en recerca de debilitat facial superior i inferior. En la majoria dels casos aquesta debilitat està limitada a un costat de la cara o ocasionalment al front, la parpella o la boca. L'electromiografia (EMG) pot confirmar la presència de dany nerviós i determinar la gravetat i l'abast de la participació nerviosa. Una radiografia del crani pot ajudar a descartar una infecció o un tumor. Les imatges per ressonància magnètica (IRM) o la tomografia computada (TC) poden descartar altres causes de pressió del nervi facial.

## Tractament
No existeix una cura o curs estàndard de tractament per a la paràlisi de Bell. El factor més important en el tractament és eliminar la font del dany nerviós.
La paràlisi de Bell afecta a cada individu en forma diferent. Alguns casos són lleus i no necessiten tractament, ja que generalment els símptomes remeten per si sols en 2 setmanes. Per a uns altres, el tractament pot incloure medicaments i altres opcions terapèutiques.
Tot i que s'ha suggerit que els glucocorticoides o agents antivirals (aciclovir, valaciclovir) són beneficiosos quan s'inicia el tractament dins de les primeres 72 hores, altres estudis conclouen que no hi ha realment un efecte beneficiós estadísticament significatiu.
Un altre factor important en el tractament és la protecció ocular. La paràlisi de Bell pot interrompre la capacitat natural de parpelleig de la parpella, deixant l'ull exposat a la irritació i la sequedat. Per això, és important mantenir l'ull humit i protegir-lo de deixalles i lesions, especialment de nit. Les gotes oculars lubrificants, tals com llàgrimes artificials, ungüents o gels oculars i els pegats oculars també són eficaços.
La fisioteràpia per a estimular al nervi facial i ajudar a mantenir el to muscular pot ser beneficiosa per a algunes persones. El massatge i els exercicis facials poden ajudar a evitar les contractures permanents (contracció o escurçament de músculs) dels músculs paralitzats abans que es produeixi la recuperació. La calor humida aplicada al costat afectat de la cara pot ajudar a disminuir el dolor.
S'han proposat altres teràpies com ara tècniques de relaxació, acupuntura, estimulació elèctrica, bioretroalimentació, o teràpia amb vitamines (que inclou les vitamines B₁₂, B₆ i zinc), que poden ajudar al creixement nerviós. Tot i això, la seva eficàcia no ha estat demostrada.
En general, la cirurgia de descompressió per a la paràlisi de Bell, per a alleujar la pressió sobre el nervi, és controvertida i es recomana poc. En ocasions infreqüents, pot ser necessària la cirurgia estètica o reconstructora per a reduir deformitats i corregir alguns danys tals com una parpella que no tanca completament o un somriure tort.

## Pronòstic
La recuperació completa es dona en aproximadament el 80% dels casos, el 15% experimenta algun tipus de dany permanent del nervi i el 5% romanen amb seqüeles greus.
L'extensió del dany nerviós determina l'abast de la recuperació. La millorança és gradual i els temps de recuperació varien. Amb tractament o sense, la majoria dels individus comença a millorar dintre de les 2 setmanes de l'inici dels símptomes i la majoria es recupera completament, retornant a la seva funció normal dintre dels 3 a 6 mesos.